# Aureliano de Beruete y Moret

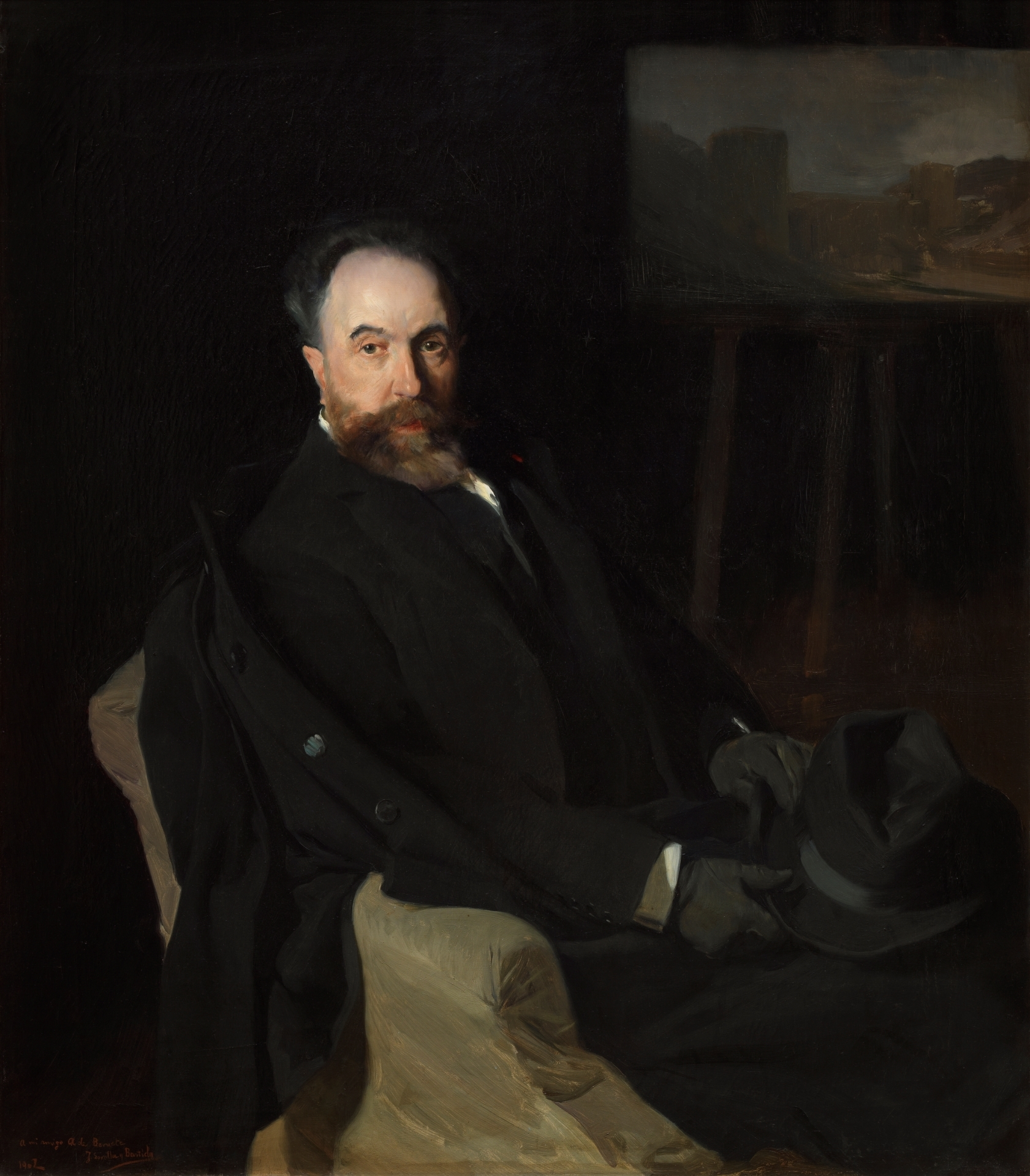
Joaquín Sorolla y Bastida, portret van Aureliano de Beruete, 1902, Museo Nacional del Prado, Madrid

Aureliano de Beruete y Moret (Madrid, 27 september 1845 - aldaar, 5 januari 1912) was een Spaans kunstschilder, schrijver, kunstverzamelaar en politicus.

## Biografie
Aureliano stamde af van een welgestelde Madrileense familie en ging rechten studeren aan de Universiteit van Madrid. Hij behaalde zijn doctoraat in 1867. Tegelijkertijd volgde hij tekenlessen bij Carlos Múgica y Pérez.
In de jaren 1871-1872 was hij lid van de Cortes, het Spaanse parlement. In die functie ondernam hij verschillende reizen naar het buitenland. Als tijdverdrijf legde hij zich toe op het schilderen. Na een ontmoeting met Carlos De Haes in 1874 beëindigde hij zijn politieke carrière om zich volledig aan de schilderkunst te wijden. Hij startte dat jaar zijn artistieke opleiding bij Carlos De Haes, een Belgisch-Spaans kunstschilder, aan de Real Academia de Bellas Artes de San Fernando.
Carlos de Haes, een naturalist en aanhanger van de School van Barbizon zette hem ertoe aan om te schilderen in open lucht. De Beruete legde zich, in navolging van zijn leraar, vooral toe op het landschap waarbij hij zichten uit de omgeving van Madrid, Toledo en de Sierra de Guadarrama schilderde. In die periode maakte hij ook enkele kopieën van werken van Velázquez in het Prado. In het begin schilderde hij in een naturalistische stijl en werd hij sterk beïnvloed door het realisme van Velázquez .
In 1878 maakte hij in Parijs kennis met Martin Rico y Ortega, een van de medeoprichters van het Institución Libre de Enseñanza. Deze ontmoeting zou een grote invloed hebben op Aureliano. Via Rico leerde hij de werken van de kunstenaars van de School van Barbizon kennen. Hij reisde daarna heel Spanje door en toerde door Europa en leerde zo de impressionisten en hun werken kennen, waarvan sommigen zoals Claude Monet, persoonlijk. Aureliano schilderde vanaf 1903 in de stijl van de impressionisten, maar niet op de luchtige onbekommerde Franse wijze maar met gepaste Castiliaanse strengheid.

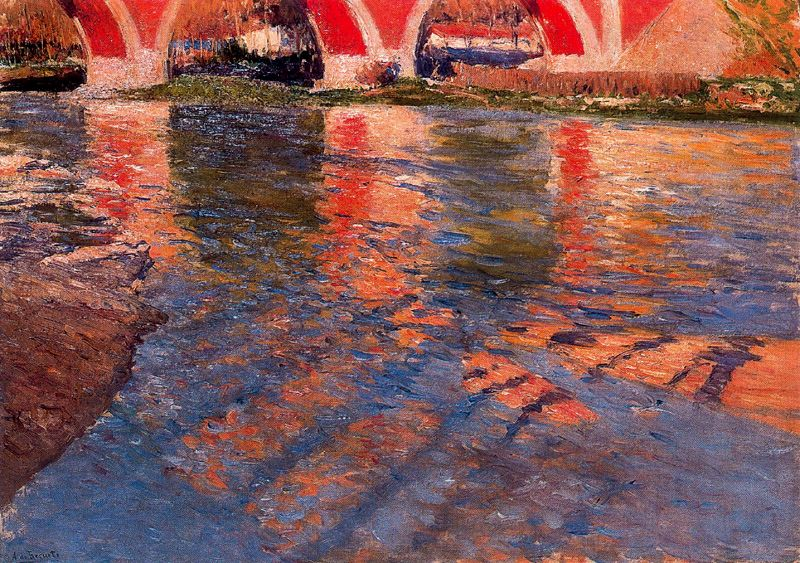
El Manzanares bajo el puente de los Franceses, 1906

Typisch voor zijn werken zijn een aardkleurig maar contrasterend coloriet, een duidelijk Spaans palet, en een hard penseelgebruik. Hij werd een van de belangrijkste vertegenwoordigers van de impressionistische landschapsschilderkunst in Spanje. Aureliano nam deel aan nationale kunsttentoonstellingen in Madrid en won er medailles met Orillas del Manzanares (Aan de oevers van de Manzanares) in 1878, Orillas de Avia (Aan de oevers van de Avia) in 1884 en met El cementerio viejo in 1904. In 1901 kreeg hij een medaille voor zijn gehele oeuvre. In 1889 en 1900 was hij verkozen tot lid van de internationale jury voor de wereldtentoonstellingen in Parijs. Naast Martin Rico behoorden ook de schilders Joaquín Sorolla en Ramon Casas tot zijn vriendenkring. Ze schilderden beiden een portret van Aureliano de Beruete.
In zijn laatste levensjaren publiceerde hij verscheidene essays over kunst in Spaanse en internationale tijdschriften en tussen 1898 en 1909 publiceerde hij een monografie over Velázquez, de hofschilder van de Spaanse koning Filips IV.
Aureliano de Beruete was tevens een belangrijk verzamelaar van schilderijen. Zijn collectie bevatte onder meer een tekening met De Libysche Sibille van Michelangelo, nu in het Metropolitan Museum of Art in New York en De uitdrijving van de kooplieden uit de tempel van El Greco, nu in de Frick Collection in New York. Daarnaast had hij ook een aantal werken van Francisco de Goya en Diego Velázquez.
In 1904 werd Aureliano de Beruete vereerd met het Franse Légion d'Honneur en in Spanje kreeg hij het grootkruis in de Orden de Isabel la Católica.
Na zijn dood werd een retrospectieve van zijn werk ingericht door zijn vriend Joaquín Sorolla. Op deze tentoonstelling werden 666 van zijn landschappen getoond, wat ongeveer zou overeenkomen met een derde van zijn totale productie.

## Werken
Hierbij een lijst van de werken van Aureliano de Beruete die bewaard worden in het Prado.
- Orillas del Manzanares, 1877-1878
- Orillas del Avia (estudio), 1884
- Las huertas de Toledo, 1884
- Paisaje de Torrelodones, 1891
- En los altos de Fuenfría (Sierra de Guadarrama), 1891
- Orillas del Laïta. Quimperlé, Bretaña, 1901
- El Tajo, Toledo, 1905-1906
- Barrio de Bellas Vistas (Madrid), 1906
- Iglesia de San Francisco desde las orillas del Manzanares, 1907
- Paisaje de Castilla, 1907
- Paisaje, 1910
- Castilla, 1907
- La Casa del Sordo, 1907
- El Manzanares, 1908
- El Manzanares (Vista de Madrid), 1908
- Vista de Madrid desde la pradera de San Isidro,1909
- Paisaje del Pardo, 1910-1911
- Cuenca desde el patio del Cuarterón, 1910
- El Guadarrama desde el Plantío de los Infantes, 1910
- Orillas del Manzanares. Otoño, 1910
- Almendros en flor. El Pardo, 1910
- Las Huertas (Cuenca), 1910
- Tierra castellana, 1911
- Espinos en flor. Plantío de los Infantes, 1911
- La Venta del Castillo (Toledo), 1911
- El Guadarrama, 1911
- Paisaje de invierno (Madrid), 1911
- La tapia del Pardo, 1911

## Galerij

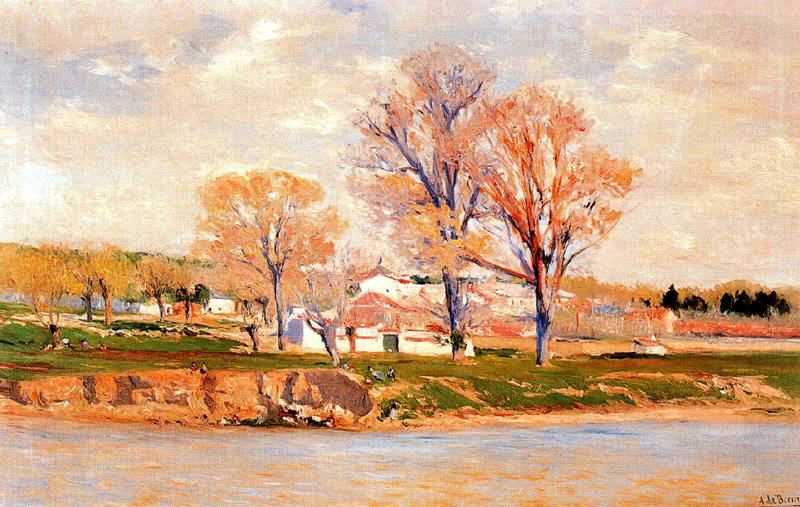
A orillas del Manzanares, 1878
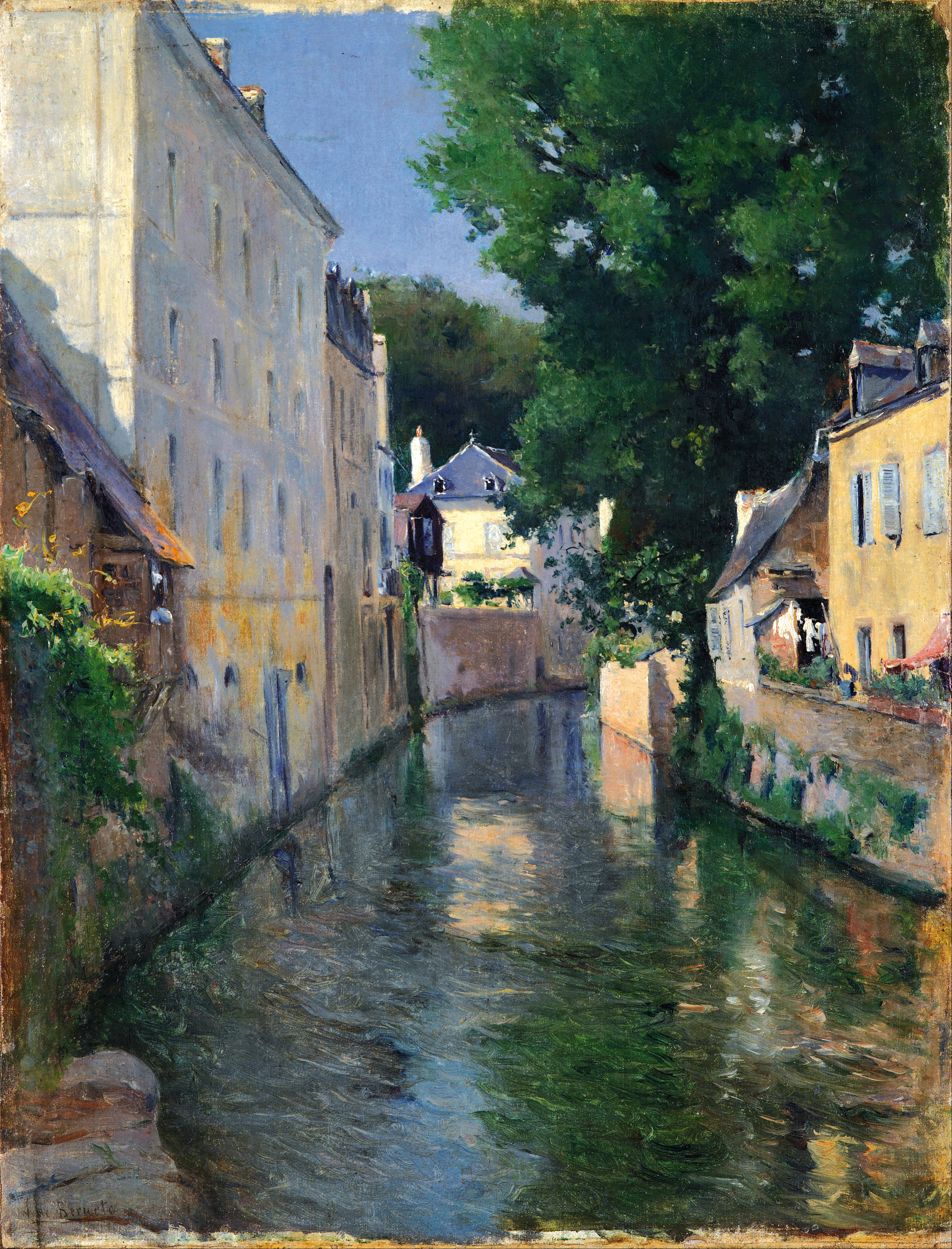
El río Isole (Quimperlé), 1901, Museo de Bellas Artes de Bilbao
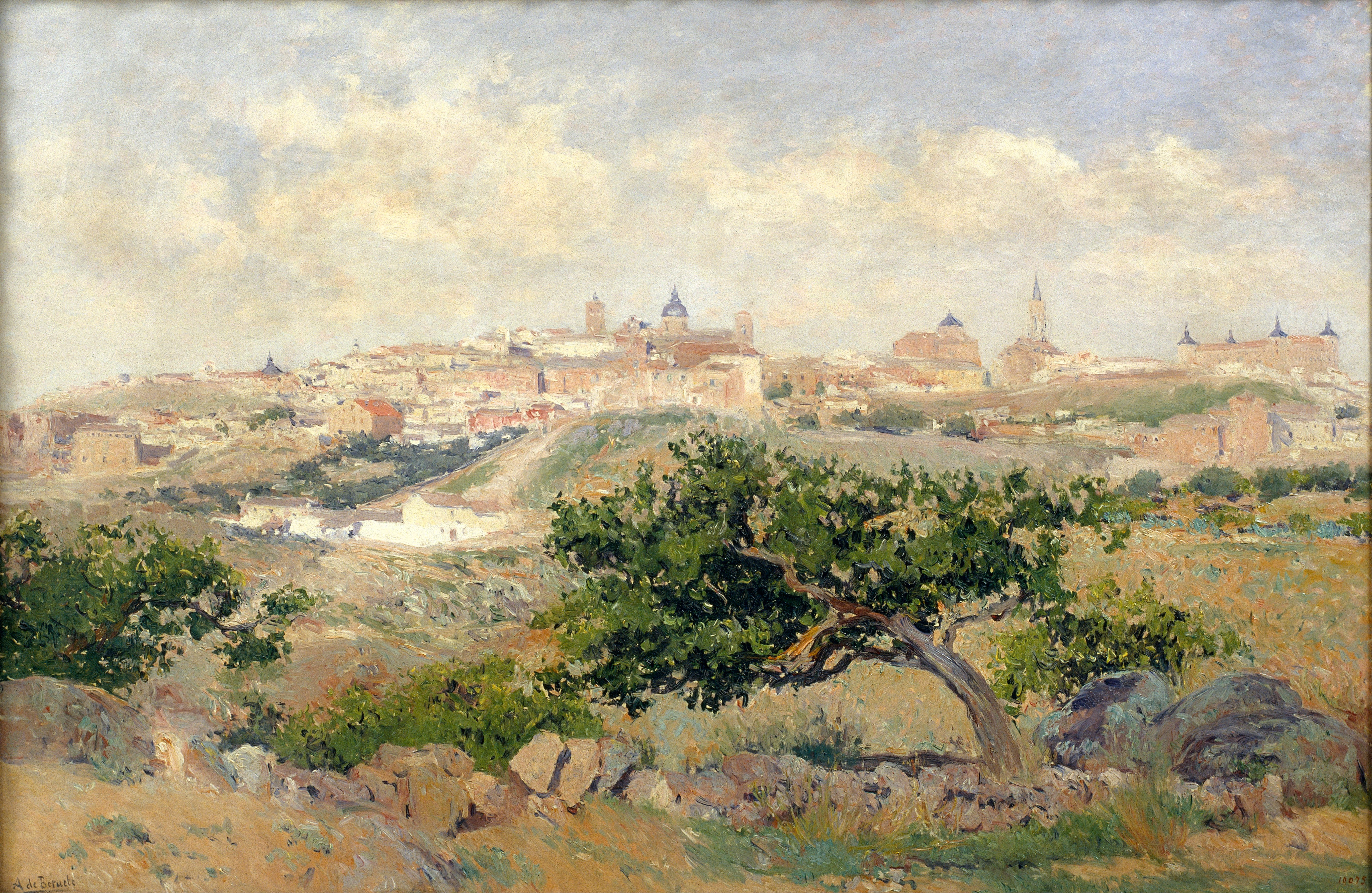
Vista de Toledo, 1907, Museu Nacional d'Art de Catalunya, Barcelona
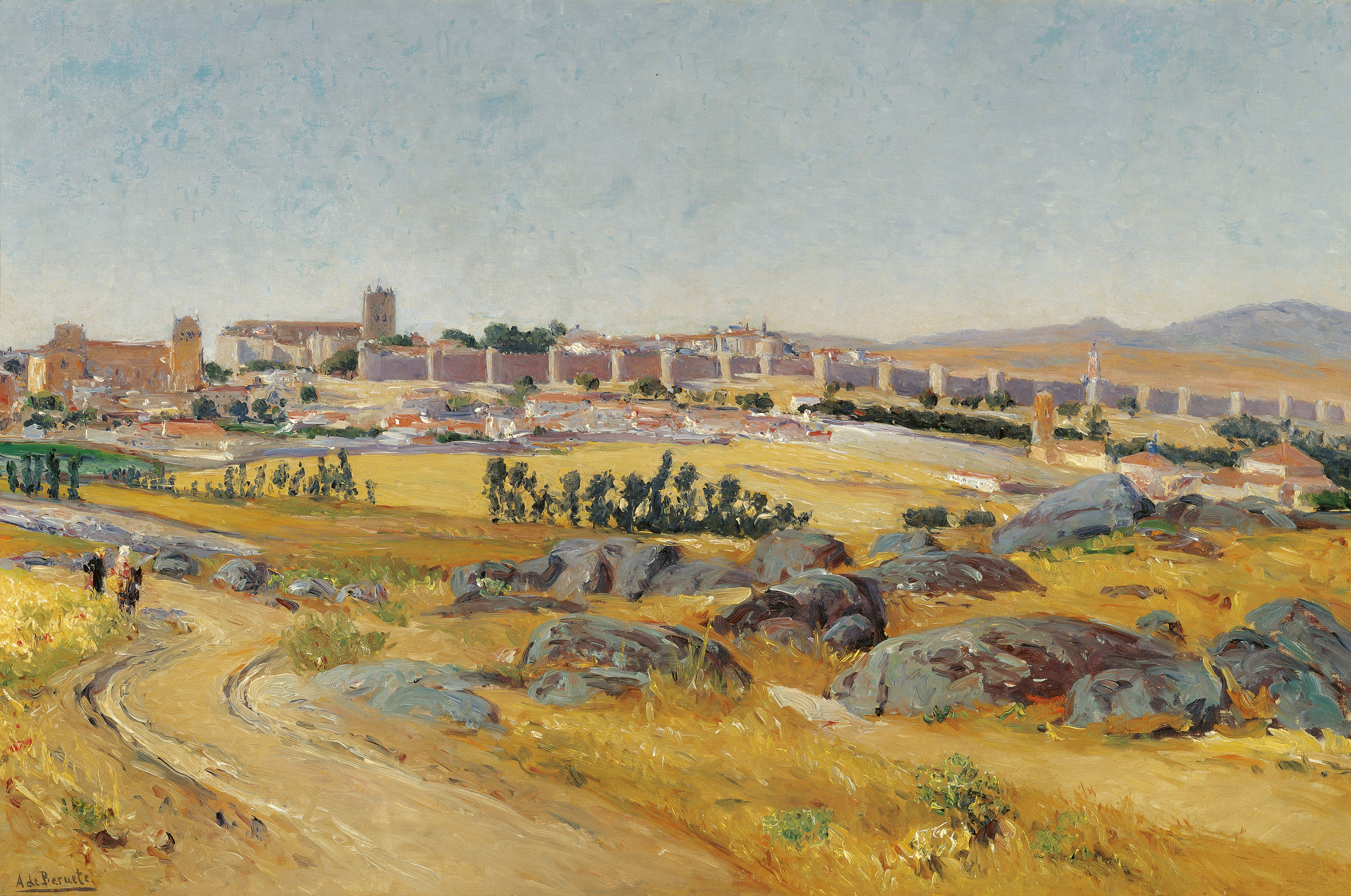
Ávila, 1909, Carmen Thyssen Museum, Málaga
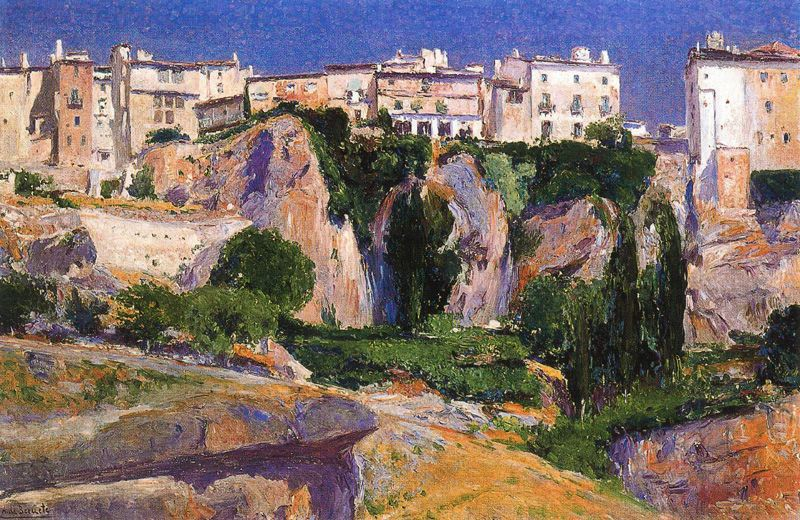
Vista de Cuenca, 1912

## Weblinks
- Aureliano de Beruete op The Athenaeum

- Biblioteca Nacional de España: XX1032142
- Bibliothèque nationale de France: cb10543385m (data)
- Gemeinsame Normdatei: 122497848
- International Standard Name Identifier: 0000 0001 0875 8519
- Library of Congress Control Number: n83139129
- Nationale Bibliotheek van Israël: 987007275129105171
- Nederlandse Thesaurus van Auteursnamen: 096401494
- RKD-Nederlands Instituut voor Kunstgeschiedenis: 7700
- Système universitaire de documentation: 169965279
- Union List of Artist Names: 500030550
- Virtual International Authority File: 18106809
- WorldCat: E39PBJgtbqRWCtrKDFMRXq6Myd